# Caldera, Chile
Caldera este un oraș și comună din provincia Copiapó, regiunea Atacama, Chile, cu o populație de 16.150 locuitori (2012) și o suprafață de 4666,6 km2.